# LEO-PNT
LEO-PNT (Low Earth Orbit Positioning Navigation and Timing) ist ein Projekt aus zwei geplanten Satellitenkonstellationen der Europäischen Weltraumorganisation (ESA) zum Test eines neuen Navigationssystems. Der Start des oder der ersten Satelliten wird für 2026 angestrebt.

## Planung
LEO-PNT ist eine der Missionen des FutureNAV-Programms, die in der Konferenz des ESA-Ministerrats 2022 genehmigt wurden.
Geplant sind zwei Konstellationen mit insgesamt mindestens 10 Testsatelliten. Im März 2024 beauftragte die ESA zwei konkurrierende Konsortien jeweils mit Entwicklung und Bau von Satelliten und der Einrichtung eines Bodensegments. Einer der beiden Aufträge ging an GMV Aerospace and Defence in Spanien als Hauptauftragnehmer für das Gesamtsystem und die OHB System AG in Deutschland als Hauptauftragnehmerin für das Raumfahrtsegment. Der zweite Auftrag für ein System mit fünf Satelliten ging an Thales Alenia Space France als Hauptauftragnehmer für das Gesamtsystem und die italienische Thales Alenia als Hauptauftragnehmer für das Raumfahrtsegment. An beiden Konsortien zusammen sind mehr als 50 Organisationen aus 14 Ländern beteiligt.
Der oder die ersten der Satelliten sollen 2026 gestartet werden, die gesamten Konstellationen bis 2028.

## Aufgaben und Ziele
Die Satelliten sollen etwa 70 kg wiegen und in 500 bis 600 km Höhe um die Erde kreisen, also sehr niedrig (Low Earth Orbit) im Vergleich zu den Galileo-Navigationssatelliten in 23.200 km Höhe (Medium Earth Orbit). LEO-PNT soll auch neue Signale und neue Frequenzbänder testen. Es entspricht damit den GIOVE-Testsatelliten für Galileo.
LEO-PNT soll in einem „Multilayer-Ansatz“ mit Galileo zusammenarbeiten. Die neue Technik soll insgesamt widerstandsfähiger, genauer und schneller sein als derzeit eingesetzte. Durch die geringere Höhe kann bei gleicher Sendeleistung eine höhere Signalstärke erreicht werden, sodass die Signale unempfindlicher gegen Interferenzen sind. Auf diese Weise sollen Orte erreicht werden, die von Galileo bisher nicht abgedeckt werden, wie die Polargebiete oder das Innere von Gebäuden.